# Gunnar Andersen (1890–1968)
Gunnar Andersen (ur. 18 marca 1890 w Drøbak, zm. 25 kwietnia 1968 w Oslo) – norweski piłkarz i skoczek narciarski. 46-krotny reprezentant kraju, wieloletni kapitan drużyny narodowej. Dwukrotny olimpijczyk (1912 i 1920). Przez całą karierę piłkarską zawodnik klubu Lyn Fotball. Były rekordzista świata w długości skoku narciarskiego. Pierwszy w historii laureat nagrody Egebergs Ærespris (1918). Po zakończeniu kariery działacz piłkarski.

## Życiorys
Andersen w latach 1911–1927 był piłkarzem klubu Lyn Fotball z Oslo, w którym przez wiele lat pełnił funkcję kapitana – był to jedyny klub jaki reprezentował w swojej karierze. Występował na pozycji lewego pomocnika. Charakteryzował się dobrą techniką i wytrzymałością, miał jednak problemy z szybkością biegu. W barwach swojego macierzystego zespołu nie zdobył żadnego trofeum – w debiutanckim sezonie Andersena (1911) klub z Oslo co prawda triumfował w Pucharze Norwegii, jednak zawodnik ten doznał kontuzji w półfinale, przez co nie wystąpił w meczu finałowym i, zgodnie z ówczesnym regulaminem, nie otrzymał trofeum za zwycięstwo w tych rozgrywkach i nie jest traktowany jako ich triumfator.
Uznawany jest za jedną z pierwszych „gwiazd” norweskiej piłki nożnej. W reprezentacji Norwegii w piłce nożnej zadebiutował 17 września 1911 w przegranym 1:4 meczu ze Szwecją – było to dopiero trzecie w historii międzynarodowe spotkanie norweskiej kadry, która osiągała wówczas słabe rezultaty – w pierwszych 20 meczach Andersena w jej barwach zremisowała ona sześciokrotnie, a pozostałe czternaście spotkań przegrała. Andersen wystąpił w pierwszym wygranym przez Norwegię meczu międzynarodowym – 16 czerwca 1918 w Oslo pokonała ona 3:1 Danię (dla samego Andersena był to 21. mecz w drużynie narodowej). Jako pierwszy Norweg w historii osiągnął barierę 25 występów w piłkarskiej reprezentacji, 25. mecz rozgrywając 29 czerwca 1919 w Oslo (wygrana 4:3 ze Szwecją) – za osiągnięcie to, jako pierwszy, w 1930 roku został przez Norges Fotballforbund uhonorowany trofeum Gullklokka. Z reprezentacją swojego kraju dwukrotnie wystąpił w turnieju olimpijskim – w 1912 Norwedzy przegrali 0:7 z Duńczykami i zajęli 5. lokatę, a osiem lat później w 1. rundzie niespodziewanie pokonali 3:1 uznawanych za faworytów do złotego medalu Anglików (występujących pod flagą Wielkiej Brytanii), jednak w kolejnych spotkaniach przegrali 0:4 z Czechosłowacją i 1:2 z Włochami i ostatecznie ponownie zostali sklasyfikowani na 5. lokacie w klasyfikacji końcowej turnieju.
W 1924 zakończył karierę piłkarską. W reprezentacji Norwegii po raz ostatni wystąpił 14 września 1924 w przegranym 1:3 spotkaniu z Danią. W sumie w drużynie narodowej wystąpił w 46 meczach, co przez kolejnych 14 lat było rekordowym wynikiem – poprawił go dopiero Henry Johansen. 37 razy pełnił funkcję kapitana reprezentacji, co plasuje go w czołowej „dziesiątce” piłkarzy w historii tego zespołu. Po zakończeniu występów pracował jako działacz sportowy w Norges Fotballforbund. Za swoje dokonania zarówno na boisku, jak i poza nim został przez ten związek wyróżniony złotą odznaką.
Grę w piłkę nożną łączył z uprawianiem skoków narciarskich. Jego największym sukcesem w tej dyscyplinie sportu był rekord świata w długości skoku narciarskiego – w 1912 na skoczni Gustadbakken w Geithus uzyskał odległość 47 metrów co było wówczas najlepszym dystansem uzyskanym przez jakiegokolwiek skoczka narciarskiego w historii. Za swoje dokonania w obu sportach w 1918, jako pierwszy sportowiec w historii, został wyróżniony nagrodą Egebergs Ærespris.